# Симода, Такаси
Такаси Симода (яп. 下田 崇 Симода Такаси, род. 28 ноября 1975, Хиросима) — японский футболист, тренер вратарей в национальной и молодежной сборной Японии.

## Карьера
На протяжении своей футбольной карьеры выступал за клуб «Санфречче Хиросима».

## Национальная сборная
В 1999 году сыграл за национальную сборную Японии 1 матч.

## Статистика за сборную
| Сборная Японии | Сборная Японии | Сборная Японии |
| Год            | Матчи          | Голы           |
| -------------- | -------------- | -------------- |
| 1999           | 1              | 0              |
| Итого          | 1              | 0              |

## Достижения

### Сборная
- Кубка Азии: 2000